# Joe 90
Joe 90 foi uma série de televisão britânica produzida entre 1968 e 1969 com trinta episódios de vinte e cinco minutos.

## História
Em 2012-2013, Joe McClaine é um menino de nove anos, filho do professor Ian McClaine. Este, inventou um globo chamado de "BIG RAT" (Brain Impulse Galvanoscope Record And Transfer ou "Galvanoscópio de Gravação e Transferência de Impulsos Cerebrais", conhecido no Brasil como "Tremendão"), capaz de transferir todo o conhecimento de uma pessoa para o agente secreto Joe 90 enquanto ele estiver utilizando um óculos especial.